# Liga Vizcaína de Canicross
La Liga Vizcaína de canicross fue una competición formada por varias carreras de canicross de Vizcaya. Según el puesto logrado en cada una de las carreras se obtenía una puntuación y al final de temporada el corredor con más puntos se convertía en el vencedor de la Liga Vizcaína de canicross, premiando así al corredor más regular de la temporada. Existían 4 categorías diferentes, junior, senior y veterano tanto para hombres como para mujeres. La primera y única edición se disputó en la temporada 2014-2015. En el año 2015 se fusionaba con la Liga Guipuzcoana de Canicross para formar la Liga de Euskadi de Canicross

## Carreras
La Liga Vizcaína de canicross estaba formada por 4 carreras, canicross de Larrabezúa, canicross de Sodupe, canicross de Echevarría y canicross de Górliz.